# Bauschheim
Bauschheim is een plaats in de Duitse gemeente Rüsselsheim am Main, deelstaat Hessen.